# 1957 en science-fiction
| Années de la science-fiction : 1954 - 1955 - 1956 - 1957 - 1958 - 1959 - 1960    |
| Décennies de la science-fiction : 1920 - 1930 - 1940 - 1950 - 1960 - 1970 - 1980 |

L'année 1957 a été marquée, en matière de science-fiction, par les événements suivants.

## Naissances et décès

### Naissances
- 15 mai : Dave Wolverton, écrivain américain, mort en 2022.
- 17 juillet : Jean-Claude Dunyach, écrivain français.
- 13 novembre : Stephen Baxter, écrivain britannique.
- 30 novembre : Joël Champetier, écrivain allemand, mort en 2015.

## Événements
- Parution de Space Science Fiction Magazine.

## Prix

### Prix Hugo
- Magazine professionnel américain : Astounding Science Fiction
- Magazine professionnel britannique : New Worlds
- Magazine amateur : Science-Fiction Times

## Parutions littéraires

### Romans
- Les Chasseurs de dinosaures par Henri Vernes.
- Citoyen de la galaxie par Robert A. Heinlein.
- L'Enfant tombé des étoiles par Robert A. Heinlein.
- Face aux feux du soleil par Isaac Asimov.
- Niourk par Stefan Wul.

### Recueils de nouvelles et anthologies
- E = mc² par Pierre Boulle.
- Espace vital par Isaac Asimov.

### Nouvelles
- À Port Mars sans Hilda par Isaac Asimov.
- L'Affaire des antiquités par Robert Silverberg.
- Aimables Vautours par Isaac Asimov.
- Assemblons-nous par Isaac Asimov.
- Le Briseur de grève par Isaac Asimov.
- Cache-Cash par Isaac Asimov.
- Le Correcteur par Isaac Asimov.
- L'Impasse par Charles Fontenay.
- Introduisez la tête A dans le logement B par Isaac Asimov.
- Lever de soleil sur Mercure par Robert Silverberg.
- Le Monde au mille couleurs par Robert Silverberg.
- Que le ciel s'entrouvre par Theodore Sturgeon.
- Souvenir lointain par Poul Anderson.
- Voyage sans retour par Robert Silverberg.

## Sorties audiovisuelles

### Films
- The 27th Day par William Asher.
- À des millions de kilomètres de la Terre par Nathan Juran.
- Amour de poche par Pierre Kast.
- Le Cerveau de la planète Arous par Nathan Juran.
- La chose surgit des ténèbres par Nathan Juran.
- La Cité pétrifiée par John Sherwood.
- The Cyclops par Bert I. Gordon.
- En route vers les étoiles par Pavel Klouchantsev.
- L’Homme qui rétrécit par Jack Arnold.
- L'Invention diabolique par Karel Zeman.
- Kronos par Kurt Neumann.
- La Marque par Val Guest.
- La Momia Azteca contra el Robot Humano par Rafael Portillo.
- Not of This Earth par Roger Corman.
- Prisonnière des martiens par Ishirô Honda.